# Cuadrado perfecto
Un cuadrado perfecto en matemáticas, o un número cuadrado, es un número entero que es el cuadrado de algún otro; dicho de otro modo, es un número cuya raíz cuadrada es un número natural.
Un número es un cuadrado perfecto si se puede ordenar en una figura cuadrada. Por ejemplo, 9 es un número cuadrado perfecto ya que puede ser escrito como 3 × 3, y se puede ordenar del siguiente modo:
| 32 = 9 |

Un número entero positivo que no tiene divisores cuadrados (excepto el 1) se denomina número libre de cuadrados.

Elevar 5 al cuadrado nos proporciona el área de un cuadrado de lado 5.

En álgebra, el cuadrado de un número n se expresa como n², y equivale a n × n. La operación algebraica de elevar al cuadrado un número n nos proporciona el área de un cuadrado geométrico cuyo lado mide n. Por esta razón, tal operación se conoce como elevar al cuadrado.
Un número natural n elevado al cuadrado se puede linealizar por medio de la siguiente expresión:
{\displaystyle n^{2}=\sum _{i=1}^{n}{(2i-1)}}
Así, por ejemplo:
{\displaystyle 3^{2}=\sum _{i=1}^{3}{(2i-1)}=1+3+5=9}
Con el mismo resultado que la multiplicación:
{\displaystyle 3^{2}=3\times 3=9}

## Propiedades
La fórmula  general para el n-ésimo número cuadrado es n2. Esta expresión es igual a la suma de los n primeros números impares, demostrable por inducción matemática, registrada en la siguiente fórmula:
{\displaystyle n^{2}=\sum _{k=1}^{n}\;(2k-1)}
{\displaystyle e.g.\ 5^{2}=\sum _{k=1}^{5}\;(2k-1)=1+3+5+7+9=25}
Un cuadrado par se puede expresar como la suma de dos impares consecutivos. Pues si cumple la condición cabe {\displaystyle P=4n^{2}} se plantea la ecuación:
{\displaystyle P=(2n^{2}+1)+(2n^{2}-1)}.
Un número primo de la forma {\displaystyle 4k+1} se puede expresar como la suma de dos cuadrados:
{\displaystyle 4k+1=m^{2}+n^{2}}
{\displaystyle e.g.\ k=4\rightarrow 17=16+1=4^{2}+1^{2};\quad k=9\rightarrow 37=6^{2}+1^{2}=36+1}
Los babilonios usaban tablas de cuadrados para la multiplicación aplicando la fórmula:
{\displaystyle ab={\frac {1}{4}}[(a+b)^{2}-(a-b)^{2}]}
{\displaystyle e.g.\ 5\times 2={\frac {1}{4}}[(5+2)^{2}-(5-2)^{2}]={\frac {49-9}{4}}={\frac {40}{4}}=10}
El teorema de los cuatro cuadrados de Lagrange establece que cualquier número entero positivo puede ser escrito como la suma de cuatro  cuadrados perfectos. Tres cuadrados no son suficientes para ser representados como números de la forma 4k(8m + 7). Un número positivo puede ser representado como una suma de dos cuadrados precisamente si la
factorización en números primos no contiene potencias impares de la forma 4k + 3. Esta es una generalización del problema de Waring.
Según el último dígito del número n cuyo cuadrado se quiere calcular se puede comprobar que dicho cuadrado tendrá las siguientes propiedades:
1. Si el último dígito es 0, su cuadrado acaba en 00 y los dígitos precedentes forman un cuadrado.
2. Si el último dígito es 1 o 9, su cuadrado termina en 1 y los dígitos precedentes forman un múltiplo de 4.
3. Si el último dígito es 2 u 8, su cuadrado termina en 4 y los dígitos precedentes forman un número par.
4. Si el último dígito es 3 o 7, su cuadrado termina en 9 y los dígitos precedentes forman un múltiplo de 4.
5. Si el último dígito es 4 o 6, su cuadrado termina en 6 y los dígitos precedentes forman un número impar.
6. Si el último dígito es 5, su cuadrado termina en 25 y los dígitos precedentes forman un número par.
7. Por tanto, ningún cuadrado perfecto entero acaba en 2, 3, 7 ni 8.

| Demostración |
| Algunas consideraciones iniciales a tener en cuenta son que: - Cualquier número entero puede reescribirse separando las unidades del resto de cifras de la siguiente forma: {\displaystyle n=10a+b,\ con\ a,b\in \mathbb {Z} } {\displaystyle e.g.\ n=4132=413\times 10+2} - Cualquier número par puede representarse como el producto de 2 por otro número entero (dado que cuenta con al menos un 2 en su descomposición factorial, siempre se puede sacar como factor común): {\displaystyle p=2k,\ con\ k\in \mathbb {Z} } {\displaystyle e.g.\ p=36=2\times 18} - Cualquier número impar puede representarse como el consecutivo de un número par (al restarle una unidad, quedará un número par, que al tener al menos un 2 en su descomposición factorial, podrá a su vez sacarse como factor común): {\displaystyle q=2k+1,\ con\ k\in \mathbb {Z} } {\displaystyle e.g.\ q=37=2\times 18+1} - El producto de cualquier número entero por un número par será par (al contar con al menos con un 2 en su descomposición factorial aportado por el factor par): {\displaystyle pn=2kn=2(kn),\ con\ k\in \mathbb {Z} } {\displaystyle e.g.\ 16\times 33=528,\quad 34\times 16=544} - El producto de dos números impares será impar (al no contar con ningún 2 en su descomposición factorial): {\displaystyle i_{1}i_{2}=(2k_{1}+1)(2k_{2}+1)=4k_{1}k_{2}+2k_{1}+2k_{2}+1=2(2k_{1}k_{2}+k_{1}+k_{2})+1,\ con\ k_{1},k_{2}\in \mathbb {Z} } {\displaystyle e.g.\ 57\times 13=741} - La suma de un número par no cambia la paridad del número entero original: {\displaystyle n_{p}+p=2k_{1}+2k_{2}=2(k_{1}+k_{2}),\ con\ k_{1},k_{2}\in \mathbb {Z} } {\displaystyle n_{i}+p=(2k_{1}+1)+2k_{2}=2(k_{1}+k_{2})+1,\ con\ k_{1},k_{2}\in \mathbb {Z} }ç {\displaystyle e.g.\ 12+304=316,\quad 623+52=675} - La suma de un número impar sí cambia la paridad del número entero original: {\displaystyle n_{p}+i=2k_{1}+2k_{2}+1=2(k_{1}+k_{2})+1,\ con\ k_{1},k_{2}\in \mathbb {Z} } {\displaystyle n_{i}+i=(2k_{1}+1)+(2k_{2}+1)=2(k_{1}+k_{2}+1),\ con\ k_{1},k_{2}\in \mathbb {Z} } {\displaystyle e.g.\ 212+3=215,\quad 23+17=40} Teniendo en cuenta lo anteriormente expuesto, se puede proceder a demostrar las propiedades enumeradas más arriba: - Dado un entero acabado en 0 ({\displaystyle n=10a}), su cuadrado acaba en 00 y los dígitos precedentes forman un cuadrado: {\displaystyle n^{2}=(10a)^{2}=100a^{2}} {\displaystyle e.g.\ a=3\rightarrow 30^{2}=900} - Dado un entero acabado en 1 o 9 ({\displaystyle n_{1}=10a+1;\ n_{2}=10a+9}), su cuadrado termina en 1 y los dígitos precedentes forman un múltiplo de 4: {\displaystyle n_{1}^{2}=(10a+1)^{2}=100a^{2}+20a+1=10(10a^{2}+2a)+1=10(2(a(5a+1)))+1} Si {\displaystyle a(5a+1)} fuese par, {\displaystyle 2(a(5a+1))=2(2k)=4k}, quedando demostrado que es múltiplo de 4. Si {\displaystyle a} es par, entonces {\displaystyle 5a+1} será impar, y viceversa. Por lo que el resultado siempre será un número par por tratarse de un producto por un número par. {\displaystyle e.g.\ a=2\rightarrow 21^{2}=441=(4\times 22)\times 10+1} {\displaystyle n_{2}^{2}=(10a+9)^{2}=100a^{2}+180a+81=10(10a^{2}+18a+8)+1=10(2(5a^{2}+9a+4))+1=10(2(a(5a+9)+4))+1} De modo similar al caso anterior, si {\displaystyle (5a^{2}+9a+4)} fuera par, {\displaystyle 2(5a^{2}+9a+4)=2(2k)=4k}, quedando demostrado que es múltiplo de 4. Si {\displaystyle a} es par, entonces tanto {\displaystyle 5a^{2}} como {\displaystyle 9a} serían pares por tratarse de productos con un número par, y {\displaystyle (5a^{2}+9a+4)} sería la suma de tres número pares, por lo tanto su resultado sería par. Si {\displaystyle a} es impar, tanto {\displaystyle 5a^{2}} como {\displaystyle 9a} serían impares por tratarse de productos entre número impares, por lo que {\displaystyle (5a^{2}+9a)} sería la suma de dos números impares, lo que sería un número par, al que se sumaría 4, otro número par que no cambiaría la paridad par de la suma total. De modo que el resultado en ambas situaciones se obtendría el número par que confirma que se trata de un múltiplo de 4. {\displaystyle e.g.\ a=2\rightarrow 29^{2}=841=(4\times 21)\times 10+1} - Dado un entero acabado en 2 u 8 ({\displaystyle n_{1}=10a+2;\ n_{2}=10a+8}), su cuadrado termina en 4 y los dígitos precedentes forman un número par: {\displaystyle n_{1}^{2}=(10a+2)^{2}=100a^{2}+40a+4=10(10a^{2}+4a)+4=10(2(5a^{2}+2a))+4} {\displaystyle e.g.\ a=7\rightarrow 72^{2}=5184=(2\times 259)\times 10+4} {\displaystyle n_{2}^{2}=(10a+8)^{2}=100a^{2}+160a+64=10(10a^{2}+16a+6)+4=10(2(5a^{2}+8a+3))+4} {\displaystyle e.g.\ a=7\rightarrow 78^{2}=6084=(2\times 304)\times 10+4} - Dado un entero acabado en 3 o 7 ({\displaystyle n_{1}=10a+3;\ n_{2}=10a+7}), su cuadrado termina en 9 y los dígitos precedentes forman un múltiplo de 4: {\displaystyle n_{1}^{2}=(10a+3)^{2}=100a^{2}+60a+9=10(10a^{2}+6a)+9=10(2(5a^{2}+3a))+9} De forma similar a las vistas anteriormente, si {\displaystyle a(5a^{2}+3a)} fuese par, {\displaystyle 2(5a^{2}+3)=2(2k)=4k}, quedando demostrado que es múltiplo de 4. Si {\displaystyle a} es par, entonces {\displaystyle 5a^{2}+3a} será la suma de dos números pares, que da un número par. Si {\displaystyle a} es un número impar, {\displaystyle 5a^{2}+3a} será la suma de dos números impares, que da un número par. Por lo que el resultado final siempre será un múltiplo de 4. {\displaystyle a=5\rightarrow 53^{2}=2809=(4\times 70)\times 10+9} {\displaystyle n_{2}^{2}=(10a+7)^{2}=100a^{2}+140a+49=10(10a^{2}+14a+4)+9=10(2(5a^{2}+7a+2))+9} Igualmente, si {\displaystyle a(5a^{2}+7a+2)} fuese par, {\displaystyle 2(5a^{2}+7a+2)=2(2k)=4k}, quedando demostrado que es múltiplo de 4. Si {\displaystyle a} es par, entonces {\displaystyle 5a^{2}+7a+3} será la suma de tres números pares, que da un número par. Si {\displaystyle a} es un número impar, {\displaystyle 5a^{2}+7a} será la suma de dos números impares, que da un número par, y a este se sumaría otro número par que no cambiaría la paridad del resultado. Por lo que nuevamente se comprueba que al final se obtendrá un múltiplo de 4. {\displaystyle e.g.\ a=5\rightarrow 57^{2}=3249=(4\times 81)\times 10+9} - Dado un entero acabado en 4 o 6 ({\displaystyle n_{1}=10a+4;\ n_{2}=10a+6}), su cuadrado termina en 6 y los dígitos precedentes forman un número impar: {\displaystyle n_{1}^{2}=(10a+4)^{2}=100a^{2}+80a+16=10(10a^{2}+8a+1)+6=10(2(5a^{2}+4a)+1)+6} {\displaystyle e.g.\ a=4\rightarrow 44^{2}=1936=(2\times 81+1)\times 10+6} {\displaystyle n_{2}^{2}=(10a+6)^{2}=100a^{2}+120a+36=10(10a^{2}+12a+3)+6=10(2(5a^{2}+6a+1)+1)+6} {\displaystyle e.g.\ a=4\rightarrow 46^{2}=2116=(2\times 105+1)\times 10+6} - Dado un entero acabado en 5 ({\displaystyle n=10a+5}), su cuadrado termina en 25 y los dígitos precedentes forman un número par: {\displaystyle n^{2}=(10a+5)^{2}=100a^{2}+100a+25=100(a^{2}+a)+25=100(a(a+1))+25} Al tratarse el factor {\displaystyle a(a+1)} del producto de un número y su consecutivo, siempre se tratará del producto de un número par por un número impar, cuyo resultado es otro número par. {\displaystyle e.g.\ a=8\rightarrow 85^{2}=7225=(8\times 9)\times 100+25} |

## Ejemplos
| 12 = 1  |
| 2 = 4   |
| 32 = 9  |
| 42 = 16 |
| 52 = 25 |

La cantidad de factores (divisores) de un número cuadrado perfecto es siempre impar. O dicho de otro modo, se cumple que para todo número natural que no es cuadrado perfecto, la cantidad de sus factores es un número par.
Todo número natural se puede descomponer en factores primos y sus correspondientes exponentes: {\displaystyle N=p_{1}^{a}.p_{2}^{b}.p_{3}^{c}...} ,
donde N es un número natural,  {\displaystyle p_{1},p_{2},...} son números primos y a,b,c... sus correspondientes exponentes. Dado que todos los posibles divisores de N son una combinación de este producto desde a=0,1,2,..a, b=0,1,2,...b y c=0,1,2,...c, la cantidad de divisores de N es:
n = (a+1).(b+1).(c+1)...   donde n es la cantidad de factores o divisores de cualquier número natural.
Puesto que en un número cuadrado perfecto los exponentes a, b, c, ... son números pares, todos los factores de n serán impares y por tanto el producto también es un número impar. Esto puede comprobarse revisando el Anexo:Tabla de divisores
Los primeros 50 cuadrados perfectos son:
02 = 0 ((sucesión A000290 en OEIS))
12 = 1
22 = 4
32 = 9
42 = 16
52 = 25
62 = 36
72 = 49
82 = 64
92 = 81
102 = 100
112 = 121
122 = 144
132 = 169
142 = 196
152 = 225
162 = 256
172 = 289
182 = 324
192 = 361
202 = 400
212 = 441
222 = 484
232 = 529
242 = 576
252 = 625
262 = 676
272 = 729
282 = 784
292 = 841
302 = 900
312 = 961
322 = 1024
332 = 1089
342 = 1156
352 = 1225
362 = 1296
372 = 1369
382 = 1444
392 = 1521
402 = 1600
412 = 1681
422 = 1764
432 = 1849
442 = 1936
452 = 2025
462 = 2116
472 = 2209
482 = 2304
492 = 2401
502 = 2500

## Cuadrados siguientes y anteriores a otro
Puede calcularse un cuadrado a partir del anterior o del anterior cuadrado par/impar respecto de uno dado.
- La distancia entre un cuadrado y el siguiente, resulta de sumar al cuadrado primero, 2 veces el lado del siguiente y restarle 1: Si para 42 = 16, para 52 = 42 + (2 * 5) - 1 = 16 + 10 - 1 = 25.

Ejemplos:
cuadrado 0, calcular cuadrado 1: 00 + (2 * 1) - 1) = 00 + 02 -1 = 00 + 01 = 01
cuadrado 1, calcular cuadrado 2: 01 + (2 * 2) - 1) = 01 + 04 -1 = 01 + 03 = 04
cuadrado 2, calcular cuadrado 3: 04 + (2 * 3) - 1) = 04 + 06 -1 = 04 + 05 = 09
cuadrado 3, calcular cuadrado 4: 09 + (2 * 4) - 1) = 09 + 08 -1 = 09 + 07 = 16
cuadrado 4, calcular cuadrado 5: 16 + (2 * 5) - 1) = 16 + 10 -1 = 16 + 09 = 25
cuadrado 5, calcular cuadrado 6: 25 + (2 * 6) - 1) = 25 + 12 -1 = 25 + 11 = 36
cuadrado 6, calcular cuadrado 7: 36 + (2 * 7) - 1) = 36 + 14 -1 = 36 + 13 = 49
Otra manera de calcular la distancia es teniendo en cuenta la siguiente propiedad:
La diferencia entre cada número cuadrado y el consecutivo(si se comienza con el 0) son todos los números impares, en orden ascendente:
0 + 1 = 1
1 + 3 = 4
4 + 5 = 9
9 + 7 = 16
- La distancia entre un cuadrado y 2 más adelante, resulta de sumar al cuadrado primero, 4 veces el (lado deseado -1): Si para 42 = 16, para 62 = 42 + (4 * (6-1)) = 16 + 20 = 36

Ejemplos:
cuadrado 0, calcular cuadrado 2: 00 + (4 * (2 - 1) = 00 + 04 = 04
cuadrado 2, calcular cuadrado 4: 04 + (4 * (4 - 1) = 04 + 12 = 16
cuadrado 4, calcular cuadrado 6: 16 + (4 * (6 - 1) = 16 + 20 = 36
cuadrado 6, calcular cuadrado 8: 36 + (4 * (8 - 1) = 36 + 28 = 64
cuadrado 1, calcular cuadrado 3: 01 + (4 * (3 - 1) = 01 + 08 = 09
cuadrado 3, calcular cuadrado 5: 09 + (4 * (5 - 1) = 09 + 16 = 25
cuadrado 5, calcular cuadrado 7: 25 + (4 * (7 - 1) = 25 + 24 = 49
Ambos casos resultan de interés con números muy grandes, para hallar en bucles el siguiente cuadrado o el siguiente cuadrado de lado par/impar, especialmente en computación donde las sumas son mucho menos costosas que las multiplicaciones y las multiplicaciones por potencias de 2 pueden ser realizadas con instrucciones de desplazamiento de bits. A su vez las multiplicaciones ('2 * x' o por '4 * x' según el caso), dentro de un bucle puede mantenerse como una suma si se guarda el valor previo de suma. Fíjese como en ambos casos a la derecha del todo, el siguiente cuadrado, para ambos casos se resuelven con sumas.
La operación a la inversa es fácilmente deducible, es decir hallar el cuadrado anterior a otro dado.
- La distancia entre un cuadrado y el anterior, resulta de restar al cuadrado primero, 2 veces el lado actual y sumarle 1:  Si para 62 = 36, para 52 = 62 - (2 * 6) + 1 = 36 - 12 + 1 = 25

- La distancia entre un cuadrado y 2 más atrás, resulta de restar al cuadrado, 4 veces el (lado actual -1): Si para 62 = 36, para 42 = 62 - (4 * (6-1)) = 36 - 20 = 16

## Cuadrados como sumas
El n-ésimo número cuadrado puede ser calculado del resultado obtenido en las dos anteriores posiciones y al que se le añade el (n − 1)-ésimo cuadrado de sí mismo, sustrayendo el (n − 2)-enésimo cuadrado, y añadiendo 2 ({\displaystyle n^{2}=2(n-1)^{2}-(n-2)^{2}+2}). Por ejemplo,
2×52 − 42 + 2 = 2×25 − 16 + 2 =
50 − 16 + 2 = 36 = 62.
Es a menudo útil notar que el cuadrado de cualquier número puede ser representado como la suma 1 + 1 + 2 + 2 +... + n − 1 + n − 1 + n. Por ejemplo, el cuadrado de 4 o 42 es igual a 1 + 1 + 2 + 2 + 3 + 3 + 4 = 16. Este es el resultado de añadir una columna y columna de grosor uno al grafo cuadrado de lado tres (como en un tablero de tres en raya). Se puede añadir también tres lados y cuatro a la parte superior para obtener un cuadrado. Esto puede ser también útil para encontrar el cuadrado de un número grande de forma inmediata. Por ejemplo, el cuadrado de 52 = 502 + 50 + 51 + 51 + 52 = 2500 + 204 = 2704. Es más fácil así:1572=1502 + 7 sumandos que buscamos a continuación: 150+151= 301. Es el primer sumando y los demás son más fácil de encontrar,303, 305,307, 309, 311, 313. Conclusión 22500+ 301+ 303 + 305 +307 + 309 + 311 + 313 = 24649
Un número cuadrado puede ser considerado también como la suma de dos números triangulares consecutivos. La suma de dos números cuadrados consecutivos es un número cuadrado centrado. Cada cuadrado impar es además un número octogonal centrado.

## Números cuadrados pares e impares
El cuadrado de un número par siempre es par (de hecho es divisible por 4), ya que (2n)2 = 4n2.
El cuadrado de un número impar siempre es impar, ya que (2n + 1)2 = 4(n2 + n) + 1.
De esto se sigue que la raíz cuadrada de un cuadrado perfecto par siempre es par, y la raíz cuadrada de un cuadrado perfecto impar siempre es impar. Este hecho se emplea mucho en las demostraciones (véase raíz cuadrada de 2).

## Suma de los primeros n cuadrados
Para los primeros cinco cuadrados perfectos
{\displaystyle \sum _{k=1}^{5}\;k^{2}=1+4+9+16+25={\frac {5(5+1)(2\times 5+1)}{6}}}
Generalizando para los primeros n cuadrados perfectos resulta la suma

## Construcción de cuadrados perfectos
- El producto de dos pares consecutivos aumentado en 1 es cuadrado perfecto

.
Ejemplo: 52·54 + 1 = 2809, cuadrado de 53.
- El producto de dos impares consecutivos más 1 es un cuadrado perfecto.

Por ejemplo, 95·97 + 1 = 9216. En los dos casos hallamos el cuadrado de la media aritmética de los factores.
- El producto de cuatro enteros consecutivos aumentado en 1 es un cuadrado perfecto.{\displaystyle (n-1)(n)(n+1)(n+2)+1=(n^{2}+n-1)^{2}}

 Por ejemplo 13·14·15·16 + 1 = 43681, cuadrado de 209.
- El producto de un múltiplo de un número por el múltiplo transconsecutivo del mismo más el cuadrado del generador es cuadrado perfecto.

Por ejemplo, 7, 14, 21, 28, 35 son múltiplos de 7. Luego 21·35 + 49 = 784, cuadrado de 28.